# Germain Pilon
Pour les articles homonymes, voir Pilon.
Germain Pilon, né vers 1528 à Paris et mort en 1590 dans la même ville, est un sculpteur et médailleur français.
Il est, avec Jean Goujon, l'un des plus importants sculpteurs de la Renaissance française. Participant notamment à la réalisation des tombeaux des derniers Valois, ces œuvres témoignent de son appartenance au maniérisme.

## Biographie

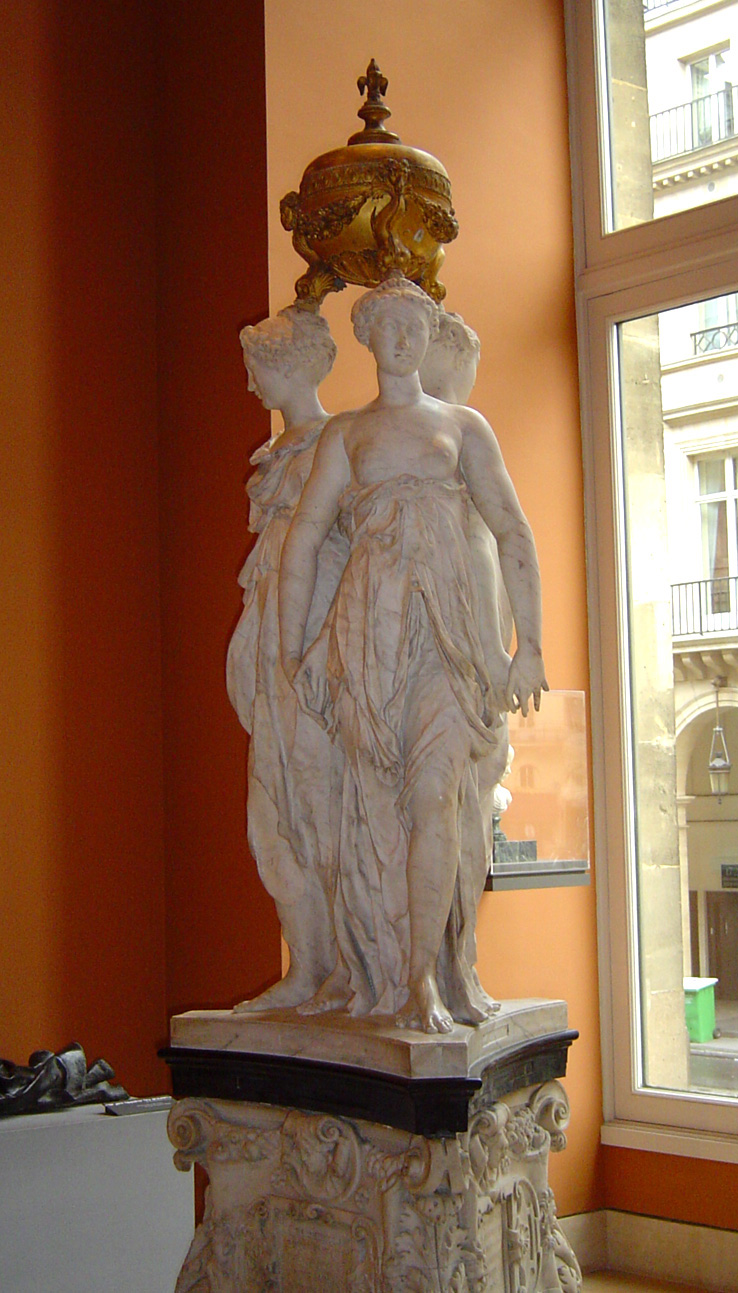
Les trois Grâces, monument funéraire surmonté de l'urne qui contenait le cœur d'Henri II (1561). L'ensemble provient du couvent des Célestins de Paris. Paris, musée du Louvre).

Fils du sculpteur André Pilon, Germain Pilon s'initie auprès de ce dernier, et vraisemblablement avec Pierre Bontemps, au modelage de la terre cuite et à la taille de pierre. Aucune des créations d'André Pilon n'a pourtant été conservée, de sorte que l'on ne peut apprécier son style. Certaines commandes révèlent toutefois sa prédilection pour les statues en bois peint et pour la terre cuite. Alors qu'il est nommé contrôleur des Poinçons et Monnaies du roi, Germain Pilon apprend parallèlement l'art de la fonte et du ciselage du bronze.
En 1558, il est chargé par le surintendant des Bâtiments du roi, Philibert de l'Orme, de sculpter huit « génies funèbres » ou « figures de Fortune », destinés au Tombeau de François Ier que Philibert de l'Orme édifie alors à la basilique Saint-Denis. À cette occasion Germain Pilon, alors jeune, réalise une statuette en marbre blanc qui constitue son premier ouvrage connu. Ce Génie funéraire rappelle fortement la sculpture de Michel-Ange et témoigne de la virtuosité de Germain Pilon à imprimer le mouvement. Il ne sera pourtant pas retenu pour orner le tombeau royal, conservé au musée national de la Renaissance d'Écouen.
À la mort de Henri II, le Primatice obtint la charge de surintendant des Bâtiments et décide de conserver Germain Pilon parmi ses collaborateurs. Pour le château de Fontainebleau, l'artiste façonne des statues de bois, exécutées sous la direction du maître italien dont le style lui était désormais très familier. Ce n'est qu'avec le Monument du cœur de Henri II (Paris, musée du Louvre) que l'on découvre dans toute sa plénitude l'art du sculpteur. Le monument qu'il conçoit se compose d'un piédestal décoré, supportant trois personnages féminins soutenant une urne funéraire sur leur tête. À Germain Pilon échoit la plus grande partie du travail de sculpture, notamment l'exécution des trois statues allégoriques en lesquelles on peut voir aussi bien les Trois Grâces que les Vertus théologales.

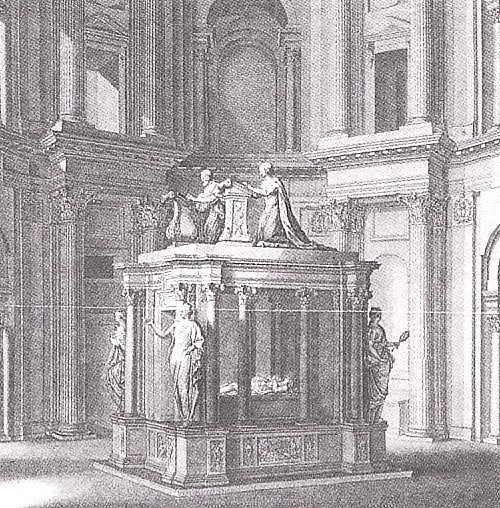
La Rotonde des Valois restée inachevée en 1589 : vue intérieure de Pierre Giffart représentant le tombeau de Henri II et de Catherine de Médicis, avec aux angles, les vertus théologales de Germain Pilon (XVIIe siècle, Paris, Bnf).

C'est encore sous le contrôle du Primatice que Germain Pilon crée ses œuvres suivantes. Lorsque Catherine de Médicis fait édifier un mausolée en rotonde à l'église abbatiale de Saint-Denis, Germain Pilon se trouve parmi les artistes responsables de la décoration sculptée. Il participe tout d'abord à la réalisation du tombeau du roi défunt et de la reine, à côté d'autres sculpteurs comme Girolamo della Robbia et Maître Ponce. Cependant, la plus grande partie des travaux finissent par lui incomber. Il est ainsi l'auteur des gisants, des orants, de deux Vertus en bronze et de deux reliefs en marbre appartenant à l'édicule. C'est dans le gisant de la reine, imitation d'une statue antique appelée aujourd'hui Vénus des Médicis, qu'il se libère le plus de ses attaches, peut-être parce qu'on l'y avait engagé. Les orants révèlent une grande liberté dans le mouvement et une reproduction très personnelle de la physionomie qui permettent de constater que Germain Pilon a abandonné le gothique tardif pour l'art de la Renaissance.
À partir de 1570, Germain Pilon, désormais très occupé, possédait à Paris un grand atelier. Parmi ses réalisations du moment ont été conservées la Vierge de Notre-Dame-de-la-Couture (Le Mans) et les principales sculptures du tombeau de Valentine Balbiani (morte en 1572). Dans ce tombeau, où se mêlent des éléments italiens et français, la défunte est représentée, selon la tradition française, sous deux aspects. Valentine Balbiani, vêtue d'un costume somptueux, à demi étendue, s'appuyant sur un coude et feuilletant un livre, correspond à un type italien déjà bien connu en France avant Germain Pilon. Pour autant, selon la tradition française, le bas-relief placé au-dessous présente la défunte en gisante avec un réalisme si impressionnant qu'elle place l’œuvre dans la tradition des transis « cadavéreux » de la sculpture médiévale française. Aujourd'hui, la plupart des tombeaux exécutés par Germain Pilon ne sont plus connus que par des documents de commande ou des esquisses.
En 1572, l'artiste obtient la charge de contrôleur général des effigies à la cour des Monnaies. On lui doit alors la série de médaillons aux effigies des membres de la famille royale ainsi que divers bustes en marbre et en bronze, parmi lesquels se distinguent celui de Charles IX et celui de Jean de Morvillier. Dans les dix dernières années de sa vie, alors qu'il est apprécié de l'aristocratie française, il dispose d'un vaste atelier : l'abondance des commandes et la réalisation des 380 mascarons du Pont Neuf, l'oblige à s'adjoindre ses fils, ainsi que des collaborateurs tel que Mathieu Jacquet dit Grenoble, lesquels assurent le succès du style de Germain Pilon sur plusieurs décennies.
Jusqu'à 1585 environ, Germain Pilon est occupé par de nouvelles sculptures en marbre destinées à la chapelle funéraire des Valois de Saint-Denis. Un pathos et un dramatisme nouveau caractérisent alors les dernières années de production du sculpteur. On retiendra notamment le Christ de la Résurrection avec deux soldats romains (Paris, musée du Louvre), un Saint François d'Assise (cathédrale Sainte-Croix de Paris des Arméniens) ainsi que deux nouvelles statues funéraires de Henri II et de Catherine de Médicis, représentés cette fois en gisants (basilique Saint-Denis). La Vierge de douleur, dernière réalisation de l'ensemble, emprunte à l'iconographie des scènes de dépositions de croix ou de mises au tombeau, son voile retombant en avant du visage ainsi que ses mains croisées sur la poitrine.
Dans le Tombeau de René de Birague, réalisé vers 1583, Germain Pilon reprend la tradition médiévale en peignant le bronze de l'orant tout en faisant disparaître presque entièrement le corps du défunt sous l'ample manteau aux plis profonds dont la longue traîne est aujourd'hui disparue.
Dans les dernières années de sa vie, le relief en bronze de la Déposition du Christ (Paris, musée du Louvre), s'inspire de la Déposition du Christ exécuté vers 1544 par Jean Goujon (Paris, musée du Louvre).

## Œuvres
En France
Écouen, musée national de la Renaissance ;
- Le Mans, Église Notre-Dame de la Couture  : Vierge à l'enfant, 1570, marbre ;

- La Résurrection du Christ 1570ca - Musée du LouvreParis :

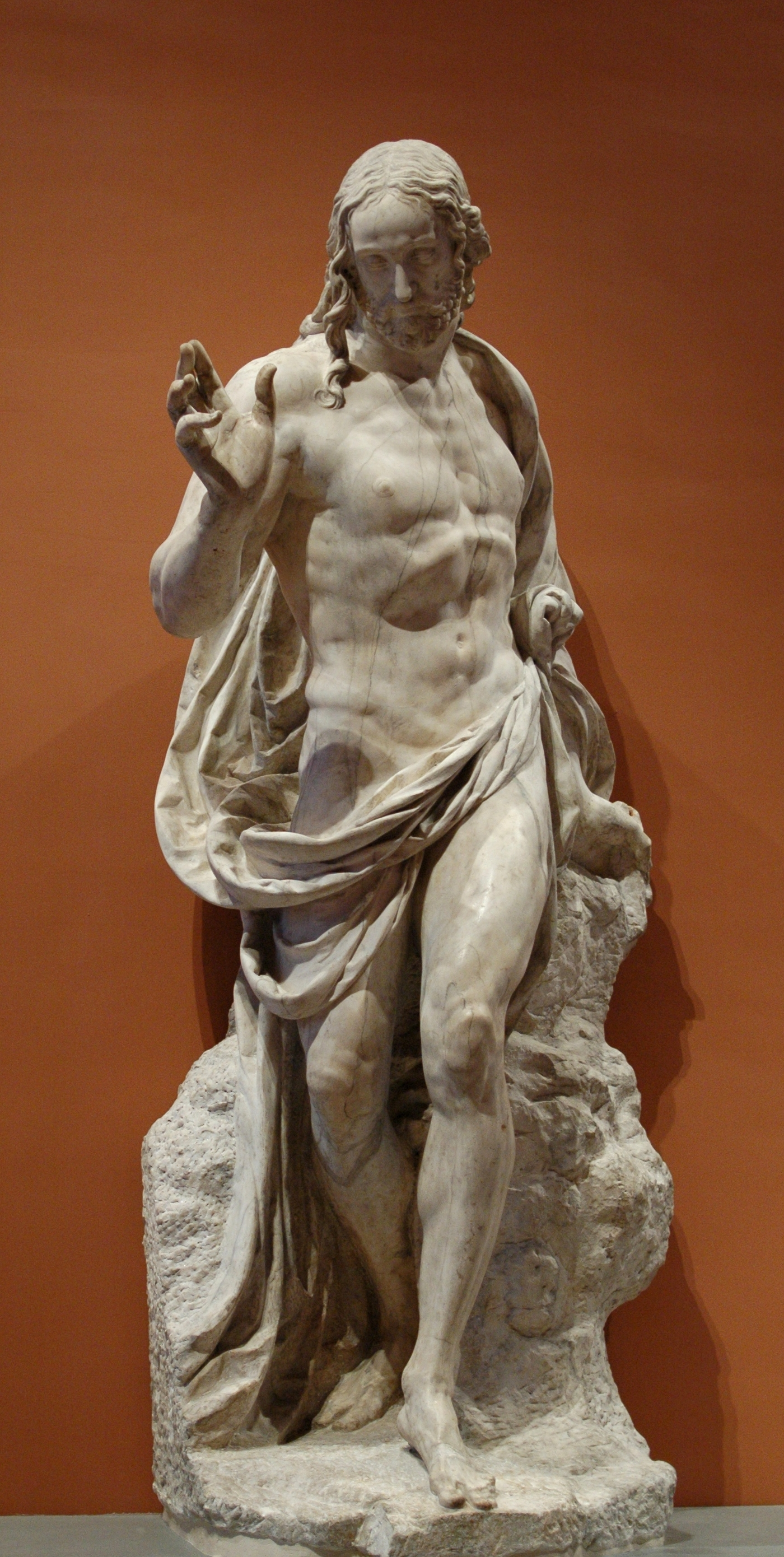
La Résurrection du Christ 1570ca - Musée du Louvre

  - cathédrale Sainte-Croix de Paris des Arméniens : Saint François en extase, 1583-1585, marbre ;
  - église du couvent des Célestins de Paris : Vierge et Archange Gabriel, statues ornant le maître-autel, ainsi que la balustrade enfermant cet autel, et l'Aigle ou pupitre au milieu du chœur[4], œuvres disparues ;
  - église Saint-Paul : Vierge de douleur (Vergine dolorosa), 1583-1585, marbre ;
  - musée du Louvre :
    - Monument du cœur d'Henri II, 1561-1562, en collaboration avec Dominique Florentin, marbre ;
    - La Résurrection du Christ, 1570ca.
    - ensemble ornemental destiné à la Rotonde des Valois à Saint-Denis, projetée dès 1562, commencée en 1582, restée inachevée en 1586, détruite en 1719, composé de deux pièces :
      - Résurrection du Christ (Christ bénissant et Soldats endormis), 1583-1585, marbre ;
      - Vierge de douleur, 1583-1585, terre cuite polychrome ;

    - Tombeau de Valentine Balbiani, épouse du chancelier René de Birague, 1572, marbre (photo sur Wikimedia Commons ; les fragments du monument conservés au Louvre comprennent en outre deux putti) ;
    - Médaillon de Catherine de Médicis, vers 1575, bronze ;
    - Médaillon du chancelier René de Birague, vers 1577, bronze ;
    - Le Christ au jardin des Oliviers, saint Paul, Melchisédech, bas-relief en marbre provenant de la custode eucharistique de l'église Saint-Étienne-du-Mont, vers 1582 ;
    - Tombeau du chancelier René de Birague, après 1583, bronze.

  - Pont Neuf : mascarons.

Au Royaume-Uni :
- Londres, Wallace Collection : Buste de Charles IX, vers 1574, bronze.

Œuvres de Germain Pilon
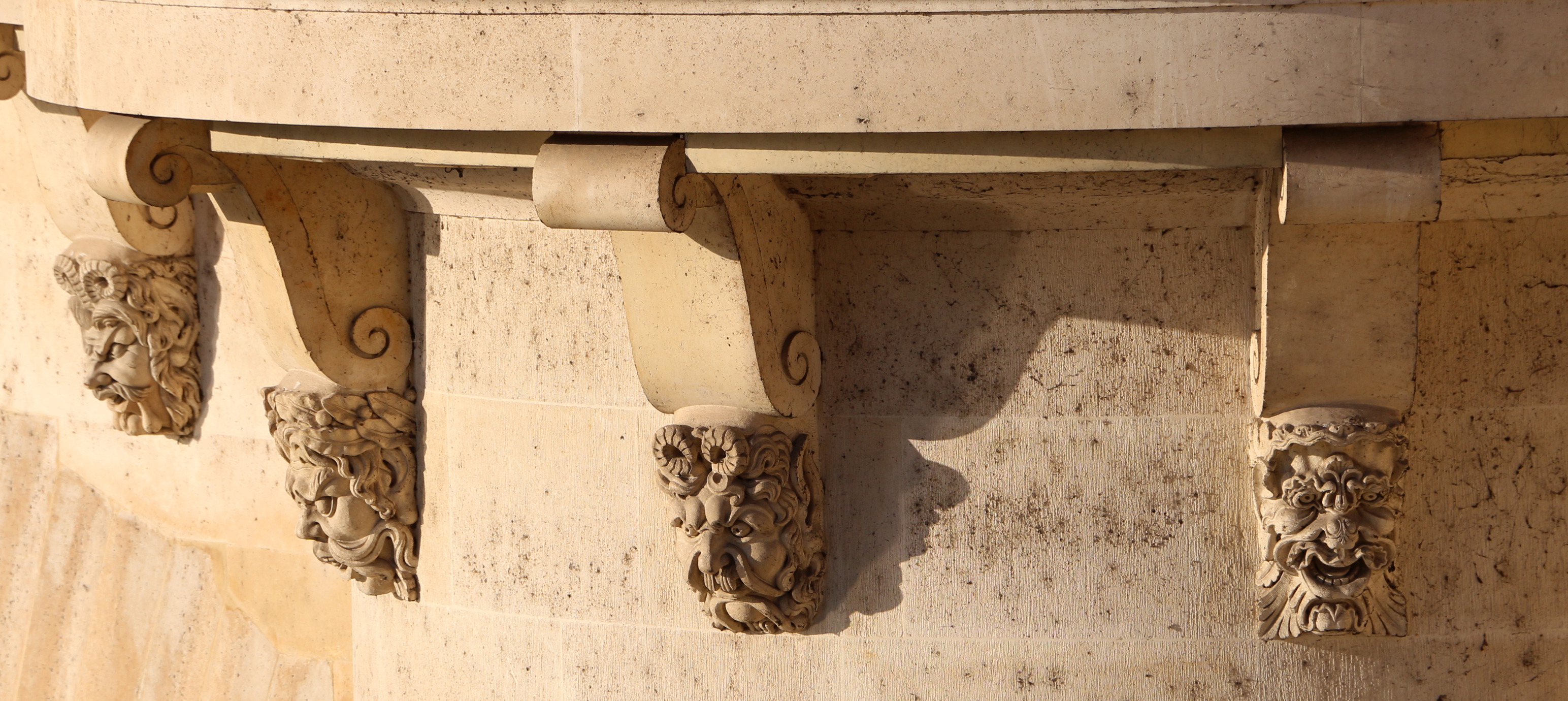
Mascarons du pont Neuf à Paris (vers 1588)[5].
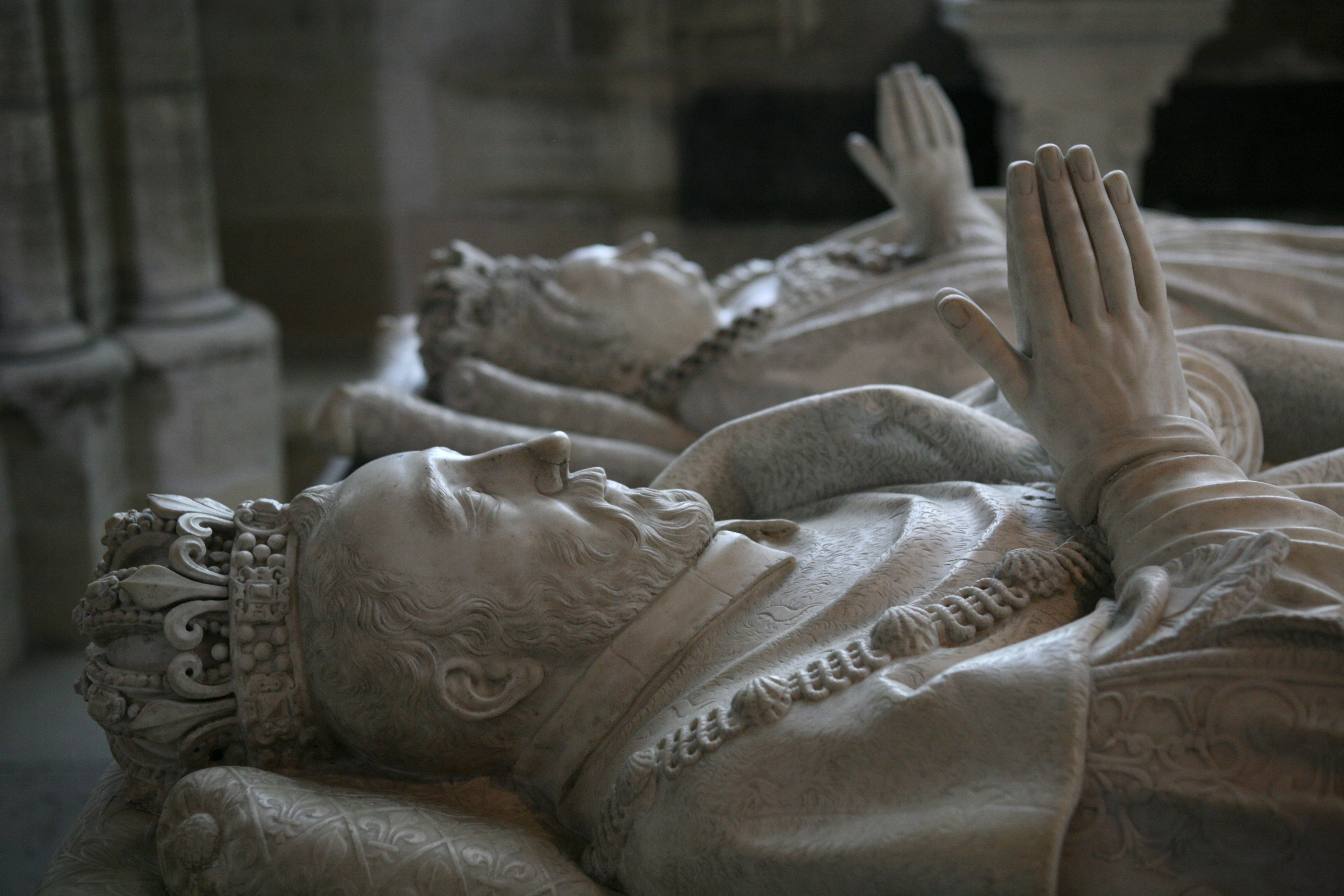
Gisants de Catherine de Médicis et Henri II (1583, détail), basilique Saint-Denis.
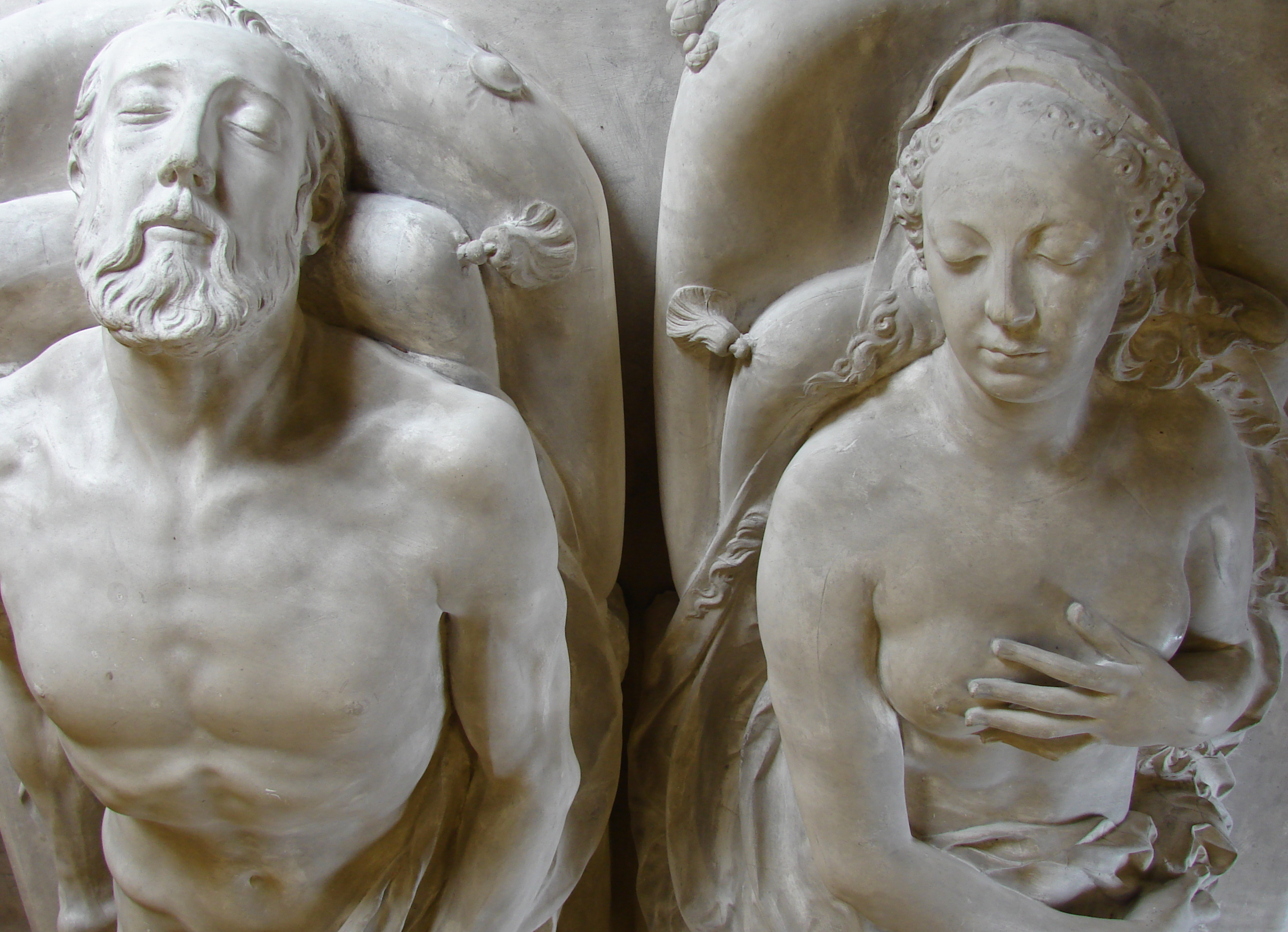
Annothomies (transis) du Monument funéraire d'Henri II, détail, basilique Saint-Denis.
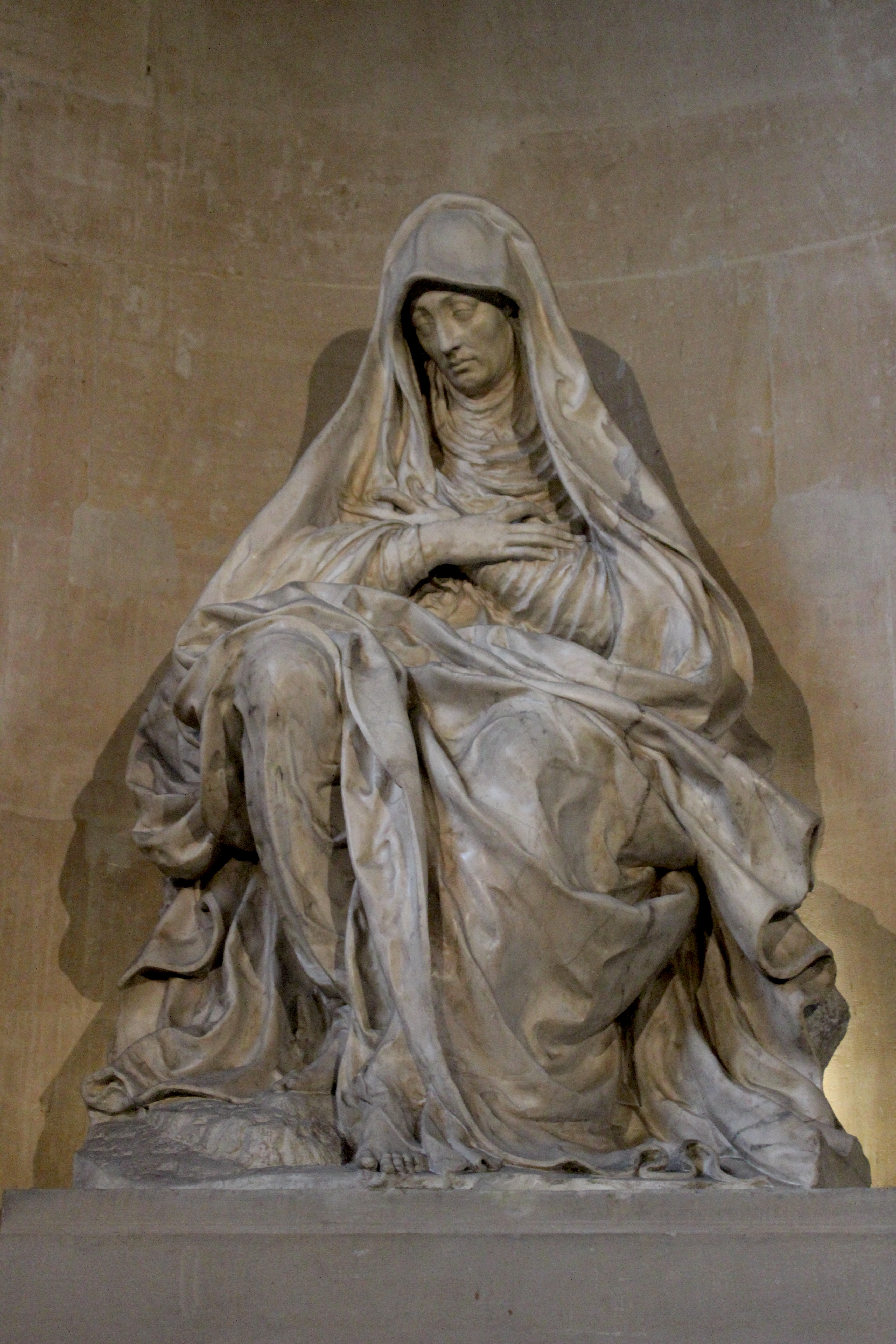
La Vierge de douleur (1582-1585), église Saint-Paul-Saint-Louis, Paris.
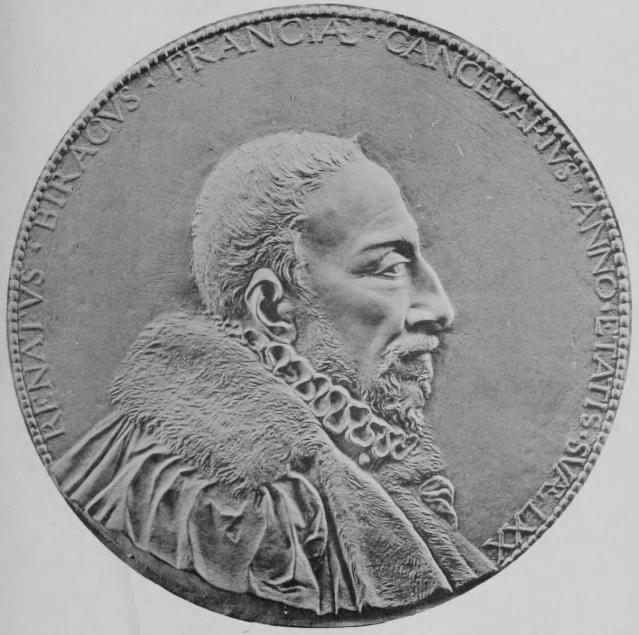
Médaillon du chancelier René de Birague (vers 1577), bronze, Paris, musée du Louvre.
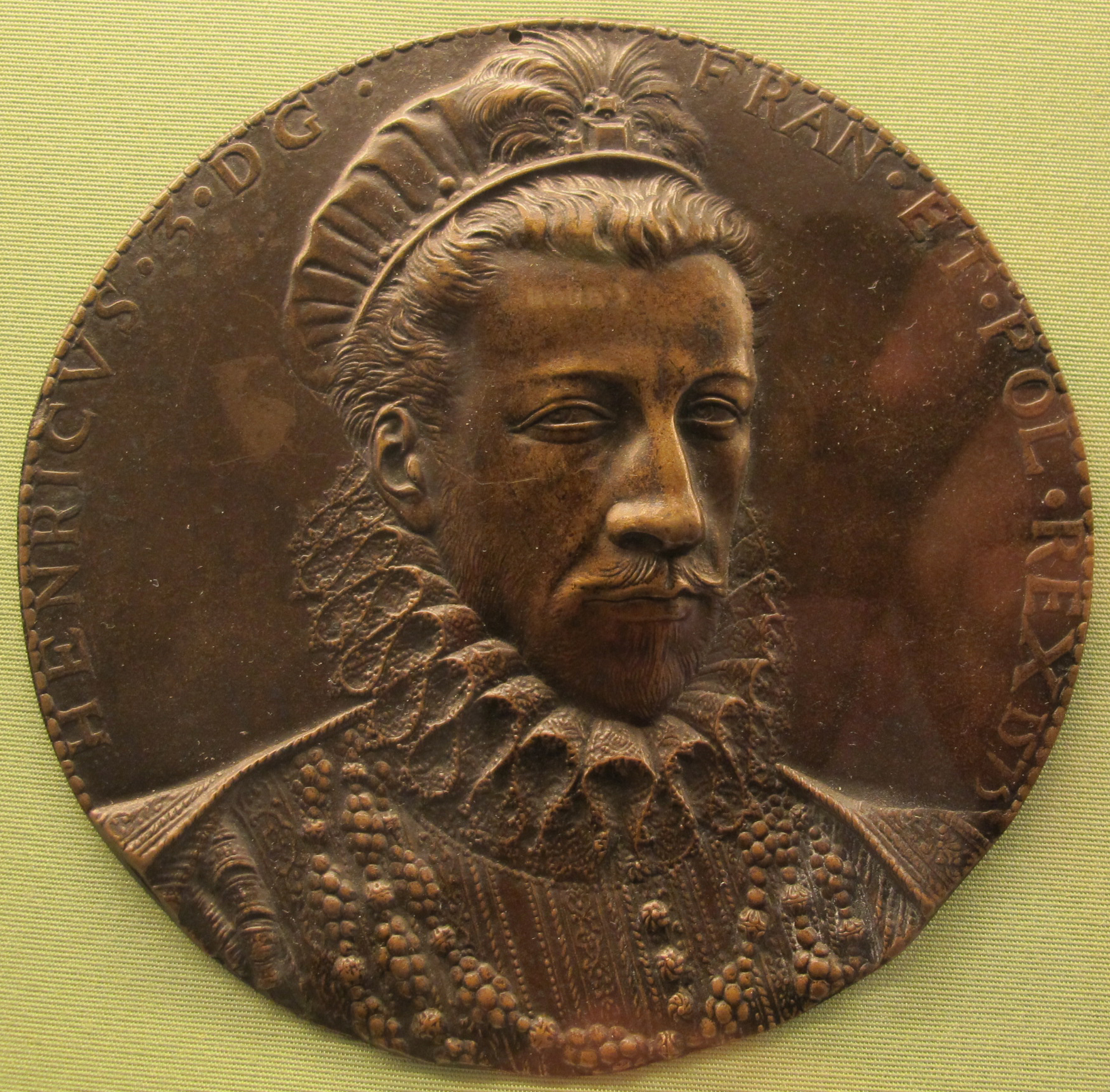
Médaillon d'Henri III (1575), château de Blois.
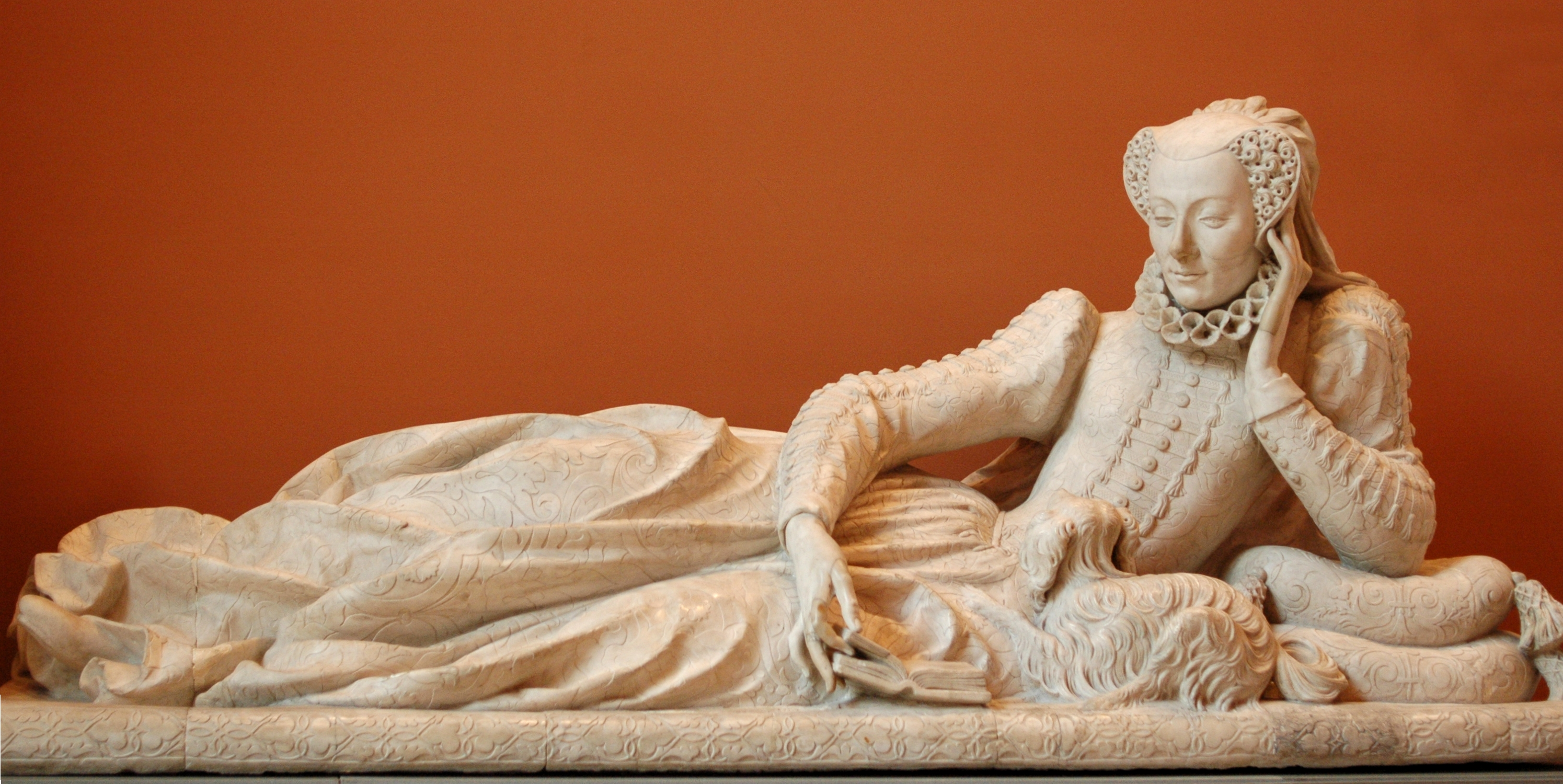
Tombeau de Valentine Balbiani du couvent Sainte-Catherine-du-Val-des-Écoliers (1574), Paris, musée du Louvre.